# ميا بليشفيلدت
ميا بليشفيلدت (ولدت في 19 أغسطس 1997) هي لاعبة تنس الريشة دنماركية. فازت بالميداليات الذهبية في بطولة أوروبا للناشئين 2015 في حدث فردي الفتيات، وفي وقت لاحق في دورة الألعاب الأوروبية مينسك 2019 في حدث فردي السيدات.